# 18. Międzynarodowy Festiwal Filmowy w Cannes
18. Międzynarodowy Festiwal Filmowy w Cannes odbył się w dniach 3−16 maja 1965 roku. Imprezę otworzył pokaz brytyjskiego filmu Kolekcjoner w reżyserii Williama Wylera.
Jury pod przewodnictwem amerykańskiej aktorki Olivii de Havilland przyznało nagrodę główną festiwalu, Złotą Palmę, brytyjskiemu filmowi Sposób na kobiety w reżyserii Richarda Lestera.

## Jury Konkursu Głównego
- Olivia de Havilland, amerykańska aktorka − przewodnicząca jury[3]
- André Maurois, francuski pisarz − honorowy przewodniczący jury
- Goffredo Lombardo, włoski producent filmowy − wiceprzewodniczący jury
- Max Aub, meksykański pisarz
- Michel Aubriant, francuski dziennikarz
- Rex Harrison, brytyjski aktor
- François Reichenbach, francuski reżyser
- Alain Robbe-Grillet, francuski reżyser i pisarz
- Konstantin Simonow, rosyjski pisarz
- Edmond Ténoudji, francuski producent filmowy
- Jerzy Toeplitz, polski historyk kina

## Filmy na otwarcie i zamknięcie festiwalu
|             | Tytuł             | Reżyseria     | Kraj            |
| ----------- | ----------------- | ------------- | --------------- |
| Otwierający | Kolekcjoner       | William Wyler | Wielka Brytania |
| Zamykający  | Olimpiada w Tokio | Kon Ichikawa  | Japonia         |